# Mokhtar Tounsi
Scheich  Mokhtar Tounsi  (arabisch مختار التونسي)  ist ein tunesischer islamischer Theologe der asch'aritischen Theologieschule. An seine Anhänger wendet er sich häufig mit Video-Botschaften.